# Hipparchia vallettai
Hipparchia vallettai är en fjärilsart som beskrevs av De Lattin 1952. Hipparchia vallettai ingår i släktet Hipparchia och familjen praktfjärilar. Inga underarter finns listade i Catalogue of Life.